# Gewöhnlicher Degu
Der Gewöhnliche Degu oder einfach Degu (Octodon degus) ist eine in Chile heimische Nagetierart aus der Gattung der Strauchratten innerhalb der Familie der Trugratten (Octodontidae). In Europa werden Degus seit Ende des 20. Jahrhunderts als Heimtiere gehalten.

## Merkmale
Degus erreichen eine Kopfrumpflänge von 12 bis 17 Zentimetern, wozu noch ein 8 bis 13 Zentimeter langer Schwanz kommt. Das Gewicht variiert zwischen 170 und 300 Gramm, wobei die Männchen etwas größer werden. Ihr Fell ist an der Oberseite gelblich-braun gefärbt, die Unterseite und die Füße sind weißlich. Rund um die Augen und manchmal entlang des Nackens erstreckt sich eine hellere Zeichnung. Der Schwanz endet in einer  dunkel gefärbten Quaste. Die Schwanzhaut kann leicht abgerissen werden, wenn das Tier von einem Raubtier angegriffen wird. Der freigelegte Teil des Schwanzes wird dann abgeworfen oder abgenagt und wächst nicht nach. Dunkel sind auch die verhältnismäßig großen Ohren gefärbt. Bei den Vorder- und Hinterfüßen sind die ersten vier Zehen jeweils gut entwickelt und enden in Krallen, die fünfte Zehe ist zurückgebildet. An den Hinterfüßen haben sie lange, borstenartige Haare.
Der Kopf ist durch die großen, dunklen Augen und die ovalen, fein behaarten Ohren charakterisiert. Die Zahnformel der Degus lautet wie bei allen Meerschweinchenverwandten I1 – C0 – P1 – M3, insgesamt haben sie also 20 Zähne. Die Schneidezähne weisen orange Farbe auf, die Kaufläche der Backenzähne beschreibt annähernd die Form einer Acht, wovon sich auch der wissenschaftliche Gattungsname Octodon ableitet.

## Verbreitung und Lebensraum
Degus sind in Chile endemisch. Ihr Verbreitungsgebiet reicht vom Süden der Región de Atacama über die Regionen Coquimbo, Valparaíso, Santiago und O’Higgins bis in den Norden der Región del Maule, was in etwa dem Gebiet zwischen dem 28. und 35. südlichen Breitengrad entspricht. Sie leben an den Westabhängen der Anden in Höhen von bis zu 1200 Metern. Ihr Lebensraum ist halbtrockenes Strauchland mit mediterranem Klima namens Matorral. Sie sind zu einem gewissen Grad Kulturfolger und kommen auch mit landwirtschaftlich genutzten Habitaten, etwa Viehweiden, zurecht.

## Lebensweise

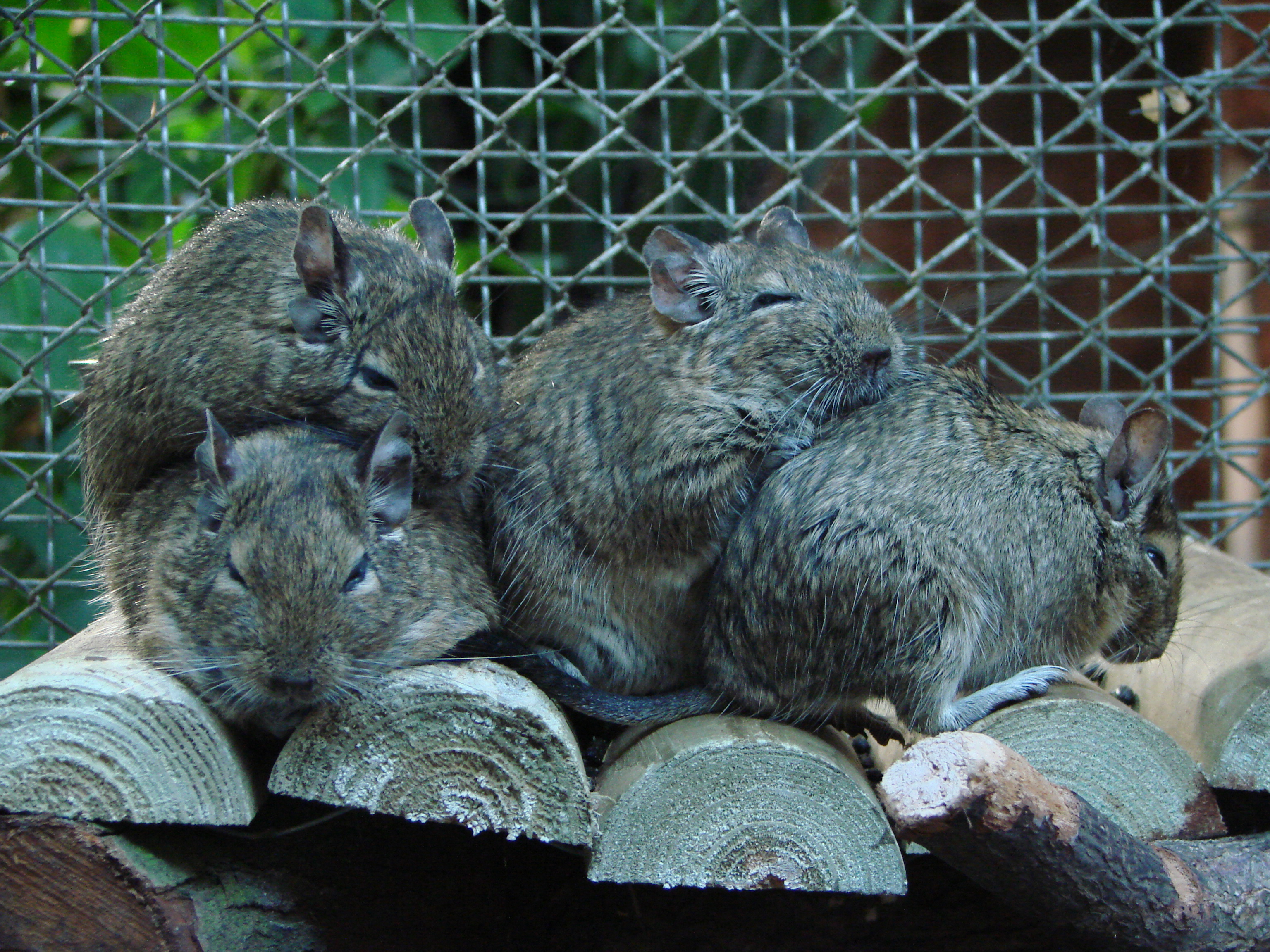
Degus im Zoologischen Garten Breslau

Degus sind tagaktiv, wobei die Höhepunkte der Aktivität am frühen Morgen und am späten Nachmittag liegen. Sie sind das ganze Jahr über aktiv und halten keinen Winterschlaf.
Sie leben in Gruppen zusammen und führen eine teilweise unterirdisch-grabende Lebensweise. Die Gruppen sind erweiterte Familiengruppen und setzen sich aus einem bis zwei Männchen und zwei bis fünf meist miteinander verwandten Weibchen zusammen. Gruppen benutzen gemeinsame, selbst gegrabene Baue, die oft ein kompliziertes Gang- und Tunnelsystem bilden. Die Nahrungssuche geschieht stets außerhalb des Baus, dazu legen sie Trampelpfade an. Sie können dabei aber auch auf Büsche klettern.
Es sind territoriale Tiere, die Größe des Reviers umfasst rund 200 m² und hat den Bau im Zentrum. Mit Steinhäufchen oder Kot markieren sie ihr Revier und die Tunneleingänge.

## Laut- und Körpersprache
Ein Degu pfeift schrill, wenn er seine Artgenossen warnen möchte. Falls er Gefahr wittert, versteinert er oft für kurze Zeit und gibt einen grellen Ton von sich. Nehmen die restlichen Tiere die Warnung tatsächlich als ernst an, huschen sie in ein Versteck.
Ärgerliches Quieken lassen Degus hören, wenn sie in Ruhe gelassen werden möchten, insbesondere beim Füttern. Gleichzeitig wehren sie mit den Vorderpfoten die Artgenossen ab, die versuchen, Nahrung zwischen den Pfoten des anderen zu beschnuppern oder sogar wegzunehmen.

## Nahrung

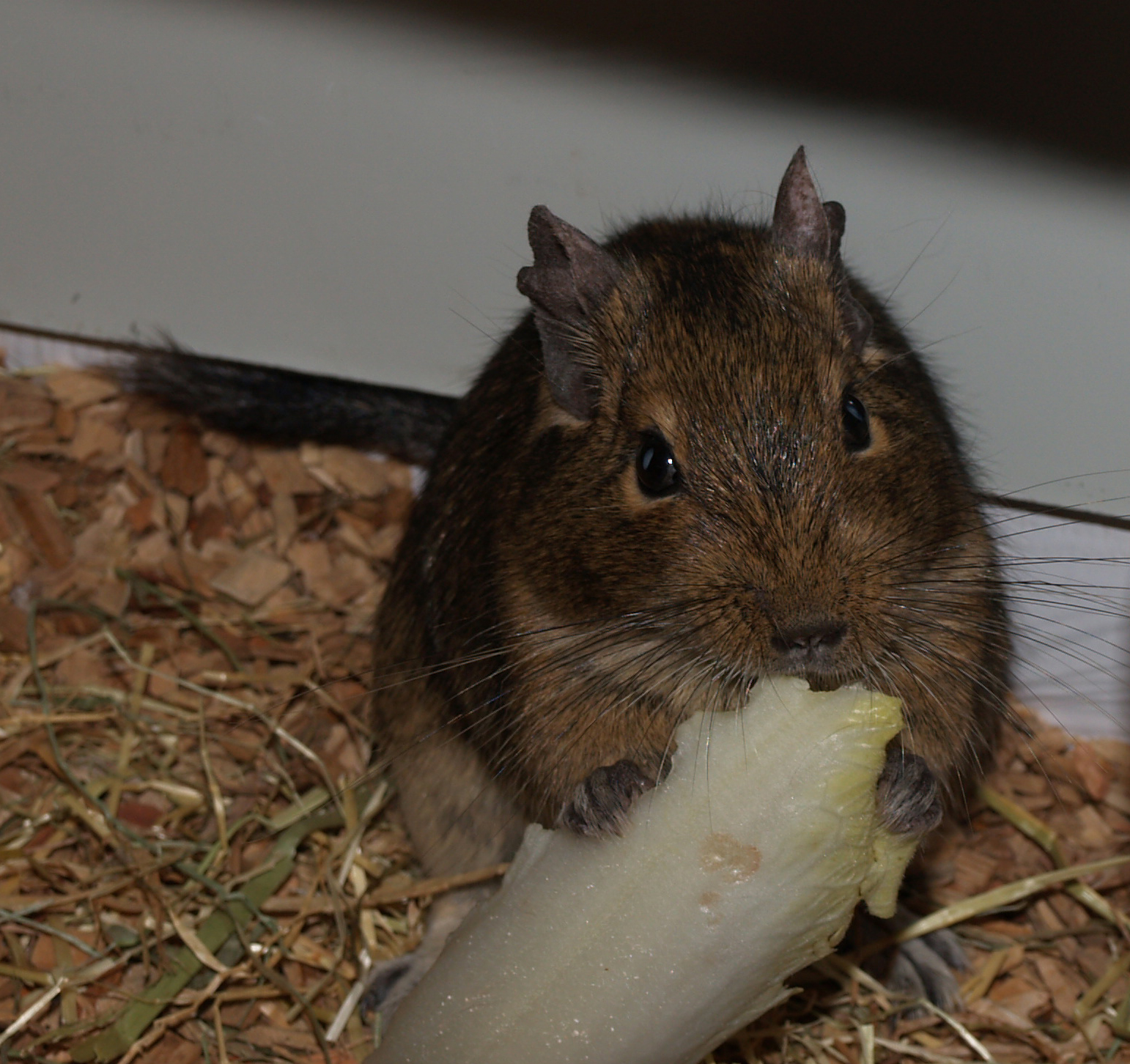
Ein Degu beim Fressen

Degus sind reine Pflanzenfresser, die vorwiegend Blätter, Rinde und Samen von Sträuchern und Stauden, aber auch frisches Gras zu sich nehmen. Zu den bevorzugten Pflanzen zählen Proustia cuneifolia, die Melde Atriplex repanda, die Akazie Vachellia caven sowie der Gewöhnliche Reiherschnabel (Erodium cicutarium). Sie bevorzugen dabei junge, nichtfasrige Pflanzenteile. Wie alle Nagetiere haben sie einen vergrößerten Blinddarm, in dem die Fermentation der Pflanzennahrung stattfindet. Zusätzlich praktizieren sie Caecotrophie, das heißt, sie nehmen den feuchten Blinddarmkot erneut auf, um die Nahrung besser verwerten zu können.
Im Winter lagern sie Nahrungsmittel in ihren Bauen.

## Fortpflanzung

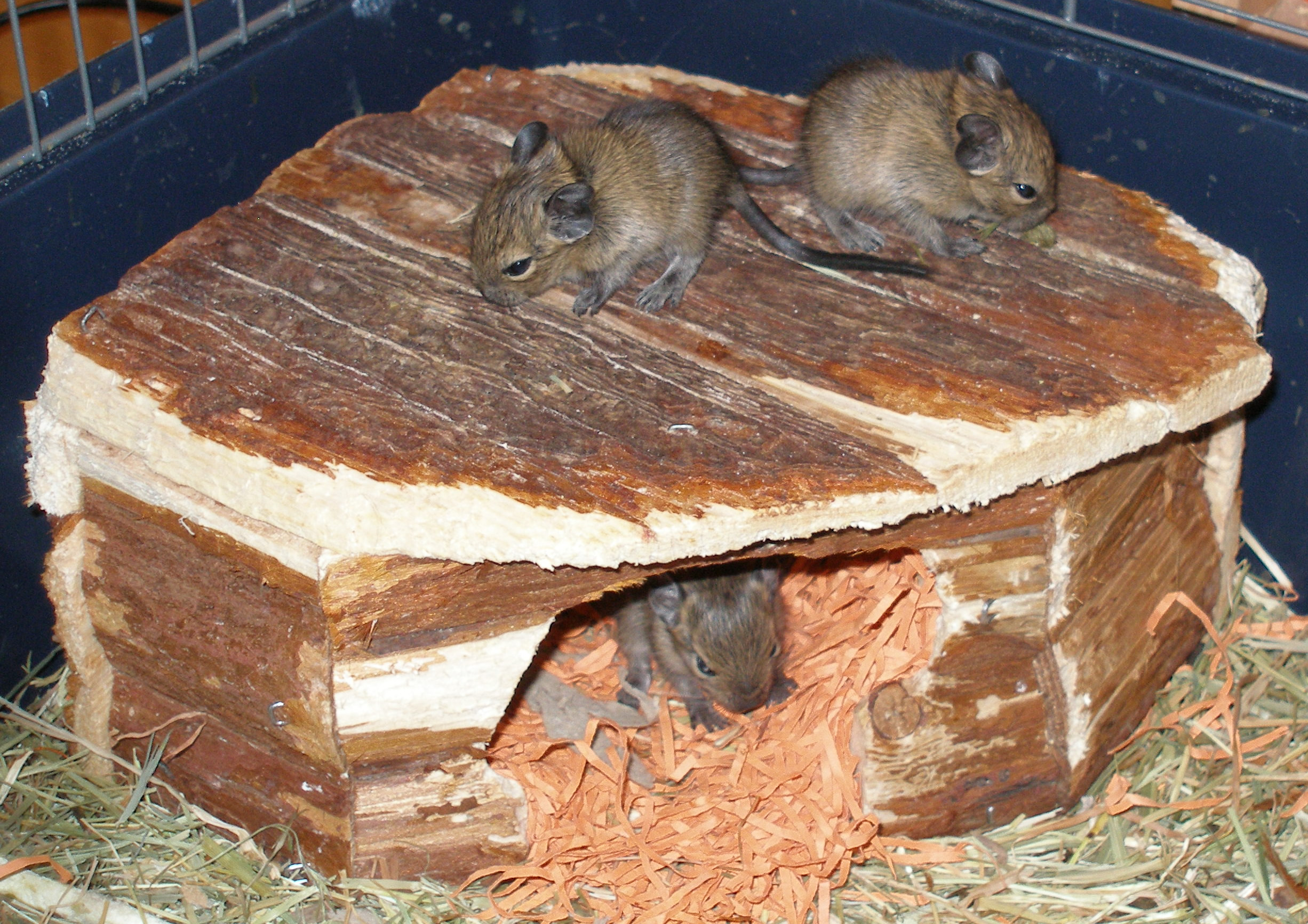
Acht Tage alte Jungtiere

Degus pflanzen sich in der Regel in freier Wildbahn einmal im Jahr fort, nur in sehr feuchten Jahren auch zweimal. Die Paarungszeit fällt in die Monate September bis Oktober (in den Frühling der Südhalbkugel). Die Männchen werden in dieser Zeit deutlich aggressiver, sie verjagen die anderen Männchen aus dem Bau und markieren den Bau „ihrer“ Weibchen mit Urin. Zur Balz zählt unter anderem die gegenseitige Fellpflege und ein Ritual, bei dem das Männchen mit dem Schwanz wackelt und mit dem ganzen Körper zittert. Dann hebt das Männchen das Hinterbein und sprüht Urin auf das Weibchen, empfängnisbereite Weibchen können ihrerseits ebenfalls das Männchen mit Urin besprühen.
Nach einer rund 90-tägigen Tragzeit bringt das Weibchen durchschnittlich vier bis sechs Jungtiere zur Welt. Diese sind Nestflüchter, sie sind behaart und haben geöffnete Augen. Jungtiere werden unter Umständen nicht nur von der eigenen Mutter, sondern auch von den anderen Weibchen im Bau gesäugt. Mit zwei Wochen nehmen sie erstmals feste Nahrung zu sich, dazu bringen ihnen die erwachsenen Tiere Gräser und anderes Pflanzenmaterial in den Bau.
Nach vier bis sechs Wochen werden die Jungtiere entwöhnt, die Geschlechtsreife tritt unterschiedlichen Quellen zufolge mit 12 bis 26 Wochen ein. Bis zum Alter von rund 9 Monaten – bis die erste Paarungssaison naht – halten sie sich oft in Gruppen mit gleichgeschlechtlichen Tieren auf.
In menschlicher Obhut können Degus acht Jahre alt werden, die Lebenserwartung in freier Wildbahn ist nicht bekannt.

## Degus und Menschen

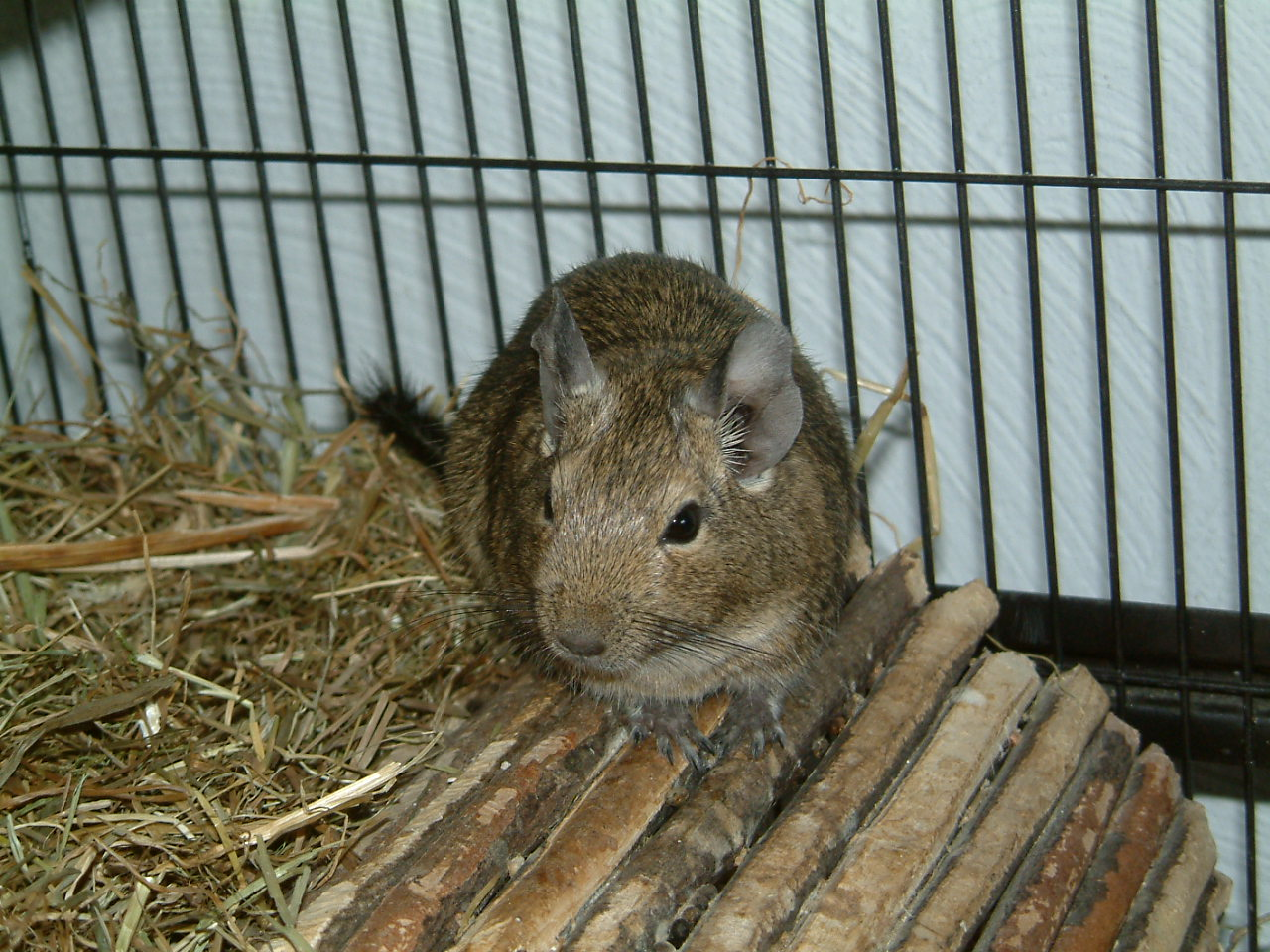
Ein Degu in einem Käfig als Heimtier

In Chile gelten Degus überwiegend als Plage, da sie in der Landwirtschaft große Schäden anrichten können. Sie graben auch auf Feldern tiefe Höhlen ins Erdreich und fressen Saatgut oder Pflanzenteile auf. Sie zählen laut IUCN nicht zu den bedrohten Arten.
Auf Grund ihrer hohen Zuckerempfindlichkeit und Anfälligkeit für Diabetes mellitus werden Degus seit dem 20. Jahrhundert in zahlreichen Ländern als Versuchstiere zu Forschungszwecken gehalten. In Nachfolge dieser internationalen Verbreitung von Degus in Gefangenschaft sind die Tiere zunehmend als Heimtiere beliebt geworden. Mittlerweile werden verschiedene Farbschläge gezüchtet. Neben gescheckten und aufgehellten Tieren existieren auch Schwärzlinge.

## Systematik
Der Gewöhnliche Degu ist eine von fünf Arten der Gattung der Strauchratten oder Degus, die daneben noch den Walddegu (Octodon bridgesi), den Küstendegu (O. lunatus), den bedrohten Pazifikdegu (O. pacificus) und den erst im Jahre 2021 beschriebenen O. ricardojeda umfasst. Der Gewöhnliche Degu ist die kleinste der vier bekannteren Arten. Er unterscheidet sich darüber hinaus durch den buschigeren Schwanz und Details im Bau der Backenzähne von den übrigen Arten. Die Strauchratten wiederum werden in die Familie der Trugratten (Octodontidae) eingeordnet, die mit insgesamt 15 Arten im südlichen Südamerika vorkommen.
Die wissenschaftliche Erstbeschreibung stammt von dem chilenischen Priester und Naturforscher Juan Ignacio Molina aus dem Jahr 1782, der die Art als Sciurus degus den Eichhörnchen (Gattung Sciurus) zuordnete. Die Zuordnung zu der 1832 von Edward Turner Bennett eingerichteten Gattung der Strauchratten erfolgte 1848 durch George Robert Waterhouse.

## Belege
1. 1 2  Charles A. Woods, David K. Boraker: Octodon degus. In: Mammalian Species. 67, 1975, S. 1–5, (PDF; 544 kB).
2. ↑  Degu-Farbgenetik. In: Kleinsäuger sui generis. 13. November 2014 (jimdo.com [abgerufen am 3. Mai 2018]).